# Nirvana (nome)
Nirvana  è un nome proprio di persona italiano femminile

## Varianti
- Femminili: Mirvana[1]
- Maschili: Nirvano[1], Mirvano[1]

## Origine e diffusione
Diffusosi a partire dall'Ottocento, questo nome è probabilmente collegato al concetto di nirvana, che nel buddismo indica uno stato di assenza di passioni e libertà dal desiderio, quindi di serenità, che è il fine ultimo dell'esistenza. Il termine è tratto dal sanscrito nirvāṇa, "estinzione" ed è composto da nir e vana, "senza fiamma" o "senza soffio di vita". La variante Mirvana potrebbe avere una diversa origine. Secondo altre interpretazioni potrebbe collegarsi a nomi slavi che contengono l'elemento mir, "pace", come Miroslavo o Mirko. È, infatti, diffuso nel centro e nord Italia e maggiormente concentrato nel Friuli-Venezia Giulia.

## Onomastico
In quanto nome adespota - non vi è infatti alcun santo che lo porti - l'onomastico viene eventualmente festeggiato il 1º novembre, giorno di Ognissanti.